# Hjalmar Bergman
Hjalmar Bergman  ( PRONÚNCIA; Örebro, 19 de setembro de 1883 – Berlim, 31 de dezembro de 1931)  foi um escritor sueco. A sua obra mostra muita imaginação e um humor especial, associando frequentemente à sua região de origem - a Bergslagen. Publicou umas 50 obras, entre as quais romances, novelas,  sagas e peças para teatro e cinema.
Em 1923 mudou-se para os Estados Unidos, indo trabalhar na MGM..

## Obras
- Maria, Jesu moder (1905)
- Amourer (1910)
- Hans Nåds testamente (1910, adaptado ao cinema em 1919)
- Marionettspel (1917)
- En döds memoarer, (1918,Memórias de um Morto)   [4]
- Markurells i Wadköping (1919)
- Farmor och vår Herre (1921)
- Swedenhielms (1923)
- Chefen Fru Ingeborg (1924)
- Clownen Jac (1930)